# Соціал-демократична партія (Естонія)
Соціал–демократична партія (СДПЕ, ест. Sotsiaaldemokraatlik Erakond, SDE) — естонська лівоцентристська політична партія, заснована 8 вересня 1990 року.

## Історія
Перша соціал-демократична партія в Естонії виникла в 1917 році під назвою Соціал-демократична робітнича партія Естонії.
Під час епохи перебудови Естонії Соціал-демократичної партія (ест. Eesti Sotsiaaldemokraatlik Partei) була створена із соціал-демократичних рухів Естонії, що об'єдналися в 1990 році. Цими рухами були: Естонська демократична робітнича партія (ест. Eesti Demokraatlik Tööerakond), Естонська соціал-демократична незалежна партія (ест. Eesti Sotsiaaldemokraatlik Iseseisvuspartei), Російська соціал-демократична партія Естонії (ест. Vene Sotsiaaldemokraatlik Partei Eestis) та Закордонна асоціація естонської соціалістичної партії (ест. Eesti Sotsialistliku Partei Välismaa Koondis) (правонаступниця Естонської соціалістичної робітничої партії у вигнанні).
Першим лідером СДПЕ була Мар'ю Лаурістін. Вона відновила свої контакти з Соціалістичним інтернаціоналом в 1990 році. СДПЕ сформувала виборчий блок з правоцентристською аграрною Естонською сільською центристською партією (ест. Eesti Маа-Keskerakond, утвореною у 1990 році) на виборах у 1992 і 1995 році. У 1996 році після поразки на виборах ці дві партії, нарешті, об'єдналися і назвали себе «Помірковані» (ест. Mõõdukad).
У 1999 Помірковані приєдналися до Народної партії (ест. Eesti Rahvaerakond), правоцентристської партії, створеної в травні 1998 року після злиття невеликих Селянської партії (ест. Eesti Talurahva Erakond) і Народної партії республіканців і консерваторів, партії, що у 1994 році відкололася від Альянсу Вітчизни.
До парламентських виборів 1999 року Помірковані сформували правлячу коаліцію із Союзом за вітчизну та Партією реформ. У 2003 Народна партія поміркованих приєдналася до Партії європейських соціалістів (PSE). Після невтішних результатів виборів у 2003 році, партія перейменувалася на Соціал-демократичну партію (SDE) 7 лютого 2004 року.
SDE прагне до моделі соціального ринку, на додаток до таких звичайних соціал-демократичних цінностей в тому числі рівності, соціальної справедливості, солідарності та соціальної держави.
Після останніх виборів до місцевих рад уряду 16 жовтня 2005 року, партія в більшості великих міст знаходиться в опозиції, але входять до складу правлячої коаліції у Раквере і Тапа. Партія поліпшила свої позиції в більшості районів. У Таллінні вона сформувала загальний список з аграрним Народний союзом (ест. Rahvaliit), який отримав 6 місць з 63 місць з 11,1 % часткою голосів.
На виборах 2003 року, SDE отримала 4,9 % голосів, а Народний союз 3,4 % голосів, таким чином вони не подолали 5 % виборчий поріг.
SDE сьогодні представлені у 65 місцевих радах з 206 і є керівною у 20 місцевих радах. Після виборів 2003 року партія була представлена в 104 місцевих рад з 247.
На парламентських виборах 2011 року партія отримала 17,1 % голосів і 19 місць в Рійгікогу.